# Lasiopodomys
Lasiopodomys ist eine Nagetiergattung in der Unterfamilie der Wühlmäuse (Arvicolinae). Die drei zu ihr gehörenden Arten leben in Ostasien.
Folgende Arten zählen zur Gattung.
- Brandts Mongolische Wühlmaus oder Brandt-Wühlmaus (Lasiopodomys brandtii), Mongolei, Nordostchina, angrenzende russische Gebiete.
- Qinghai-Wühlmaus oder Graue Mongol-Wühlmaus (Lasiopodomys fuscus), chinesische Provinz Qinghai.
- Mandarin-Wühlmaus (Lasiopodomys mandarinus), Nordost-China, Koreanische Halbinsel.

Diese Wühler erreichen eine Kopf-Rumpf-Länge von 98 bis 150 mm sowie eine Schwanzlänge von 19 bis 30 mm. Im Körperbau entsprechen sie weitgehend den Feldmäusen (Microtus). Abweichungen bestehen in Details des Schädels und der Zähne. Das Fell ist bei Lasiopodomys brandtii oberseits sandfarben und unterseits weißlich. Die anderen beiden Arten haben eine bräunliche Oberseite, Bauch und Füße sind grau.
Die Lasiopodomys-Arten bewohnen Steppen und Wiesen in Gebirgen oder in breiteren Senken. Lasiopodomys fuscus erreicht dabei 4800 Meter Meereshöhe.
Die Lebensweise ist hauptsächlich für Lasiopodomys brandtii bekannt. Diese Art ist tagaktiv, sie ernährt sich von Gras, anderen grünen Pflanzenteilen und Wurzeln. Es werden einfache unterirdische Gänge für kurze Aufenthalte gegraben und komplexe Tunnelsysteme geschaffen. Diese Systeme besitzen 4 bis 12 Eingänge, die 14 bis 24 cm unter dem Grund mit bis zu 30 m langen Tunneln verbunden sind. Weiterhin werden 1 oder 2 Wohnkammern und 1 bis 4 Vorratslager angelegt. Im Tunnelnetz leben mehrere Individuen zusammen. Wird eine Population zu groß, können Massenwanderungen über 50 bis 60 km auftreten. Im Winter kommen diese Nagetiere nicht an die Erdoberfläche.
Die Männchen kämpfen im Frühjahr um das Paarungsrecht. Es kommen mehrere Würfe pro Saison vor, die aus 5 bis 12 Jungtieren bestehen. Einige von diesen können sich schon im selben Jahr fortpflanzen.